# Cappella (album)
Cappella è il quarto e ultimo album in studio dei Cappella.
Anticipato dal singolo Be My Baby, il disco venne pubblicato in forma promozionale nell'ottobre 1997 con il titolo U R My Baby e conteneva tredici tracce.
Lanciato ufficialmente nel febbraio 1998, ma solo per il Giappone il disco si presenta senza il singolo Leave it e con l'aggiunta di due tracce extra, il remix di The Big Beat e un megamix dei più importanti successi del gruppo.
Tra gli altri singoli estratti Throwin Away e U Tore My World Apart . Il brano U Turn Me On viene presentato tramite Internet sempre per il Giappone.

## Tracce
Ottobre '97
1. Be My Baby
2. Hei Paluppa
3. Throwin' Away
4. U Turn Me On
5. Enough Is Enough
6. Gimme The Power
7. Busted Up
8. Walkin' Away
9. Ain't No Sunshine
10. Come On Up And Dance
11. Can You Feel It Babe
12. Leave It
13. U Tore My World Apart

Febbraio '98
1. Be My Baby – 5:32
2. Hey Paluppa – 4:55
3. Throwin' Away – 4:52
4. U Turn Me On – 5:11
5. Enough Is Enough – 4:51
6. Gimme The Power – 4:48
7. Busted Up – 4:11
8. Walkin' Away – 4:59
9. Ain't No Sunshine – 3:53
10. Can U Feel It Babe – 5:38
11. U Tore My World Apart – 5:17
12. Come On Up And Dance – 4:15
13. The Big Beat (Latin Mix) – 4:21
14. Cappella Mega-Mix – 8:14